# Arthroleptis variabilis
Arthroleptis variabilis är en groddjursart som beskrevs av Paul Matschie 1893. Arthroleptis variabilis ingår i släktet Arthroleptis och familjen Arthroleptidae. IUCN kategoriserar arten globalt som livskraftig. Inga underarter finns listade i Catalogue of Life.